# Saint-Sauveur-Lalande
 Saint-Sauveur-Lalande  (en occitano Sent Sauvador de La Landa) es una población y comuna francesa, situada en la región de Aquitania, departamento de Dordoña, en el distrito de Périgueux y cantón de Montpon-Ménestérol.

## Demografía
| 148 | 146 | 136 | 121 | 129 | 116 |
| Para los censos de 1962 a 1999 la población legal corresponde a la población sin duplicidades (Fuente: INSEE [Consultar]) |     |     |     |     |     |